# 김미경 (의료인)
김미경(金美暻, 1963년 3월 17일~)은 대한민국의 대학교수이다. 본관은 세월호 사건으로 알려진 순천이다. 안랩 대주주이자 정치가였던 안철수 제19·20·21·22대 국회의원의 부인이며 안설희 대학교수의 어머니이다. 시아버지로는 안영모 대학교수가 있다. 1999년 이건희 삼성 전 회장의 폐암 판정을 선고한 장본인이기도 하다.

## 학력
- 여수동국민학교 전학
- 사레지오국민학교 전학
- 충암국민학교 졸업
- 충암여자중학교 졸업
- 보성여자고등학교 졸업
- 서울대학교 의과대학 의학 학사
- 펜실베이니아 대학교 대학원 공학 석사
- 펜실베이니아 대학교 대학원 경영학 석사
- 워싱턴 주립 대학교 대학원 법학 박사
- 서울대학교 대학원 의학 석사
- 서울대학교 대학원 의학 박사

## 경력
- 서울대학교병원 수련의
- 서울대학교병원 전공의
- 단국대학교 의과대학 조교수
- 삼성서울병원 병리학 전문의
- 성균관대학교 의과대학 조교수
- 스탠퍼드 대학교 생명과학과 법 센터 연구원
- 국립과학수사연구원 법의학 부검의
- 한국과학기술원 기술경영전문대학원 부교수
- 한국과학기술원 의과학대학원 부교수
- 서울대학교 의과대학 법의학교실 교수
- 재단법인 동그라미재단 제5대 이사장
- 스탠퍼드 대학교 의과대학 병리학 방문학자

## 소속 정당
| 소속 정당 | 소속 정당 | 소속 기간 | 비고 |
| --------- | --------- | --------- | ---- |
|           | 국민의힘  | 2022~현재 | 입당 |

## 가족 관계
- 배우자: 안철수 - 안랩 CEO·제19·20·21·22대 국회의원
  - 장녀: 안설희 - 교육인